# Manuel Felipe Rugeles
Manuel Felipe Rugeles (n. 30 august 1903, San Cristóbal, Venezuela – d. 4 noiembrie 1959, Caracas, Venezuela) a fost un poet și ziarist venezuelean.
Educația primară a primit-o într-un colegiu german din orașul său, a continuat studiile în liceul Simon Bolivar din același oraș.
A făcut parte din poeții numitei Generatii din 1918 și a fost arestat de poliția guvernului generalului Juan Vicente Gómez, când a publicat în ziarul Excelsior articole care nu erau pe gustul regimului.
A reușit să fugă în exil, mai precis în Columbia (1929).
În 1945 a fost premiat cu premiul municipal și cu premiul național pentru literatură.

## Operă
- Oración para clamar por los Oprimidos (1939)
- La Errante Melodía (1942)
- Aldea en la Niebla (1944)
- Puerta del cielo (sonetos, 1945)
- Luz de tu Presencia (1947)
- Memoria de la Tierra (1948)
- Coplas (1947)
- Canta Pirulero (1950)
- Cantos de Sur y Norte (1954)
- Dorada Estación (1961)
- Plenitud (1966)